# 小倉襄二
小倉 襄二（おぐら じょうじ、1926年（大正15年）10月1日 ‐ 2014年（平成26年）12月7日）は、日本の社会政策学者。同志社大学名誉教授。社会問題・社会保障論・社会福祉体系・公的扶助論専攻。元日本社会福祉学会理事。

## 来歴
京都府京都市生まれ。同志社大学卒業。同志社大学文学部社会学科助教授、教授、文学部長、1997年定年退職、名誉教授、新島学園女子短期大学学長、2001年大阪人間科学大学特任教授。
2014年12月7日、慢性腎不全のため死去。

## 著書
- 『公的扶助 貧乏とその対策』ミネルヴァ書房、1962、社会事業新書
- 『社会保障と社会問題』汐文社、1968、新社会学双書
- 『社会保障と人権』汐文社、解放新書、1970
- 『老後保障の構図 あなたもいつかは老人になる』汐文社、1971
- 『市民福祉の設計』小学館、100万人の創造選書、1976
- 『社会状況としての福祉 発想を求めて』法律文化社、1981
- 『市民福祉の政策と思想 参加と計画』世界思想社、1983
- 『福祉の深層 社会問題研究からのメッセージ』法律文化社、1996
- 『右翼と福祉 異形の"底辺にむかう志"と福祉現況へのメッセージ』法律文化社、2007
- 『流域-社会福祉と生活設計 戦後福祉状況をめぐる断章』高菅出版、2010

### 共編著
- 『京都地方学生社会運動史』住谷悦治、高桑末秀共著、京都府労働経済研究所、1953
- 『日本学生社会運動史』住谷悦治、高桑末秀共著、同志社大学出版部、1953
- 『現代の社会保障』角田豊共編、法律文化社、1968
- 『社会福祉の基礎知識 概念・制度・課題の把握』編集代表:小松源助、高島進と、有斐閣、1973
- 『人権・差別・部落』東上高志共編、全国社会福祉協議会、1973
- 『現代社会保障小事典』角田豊共編、法律文化社、1974
- 『社会保障基本資料集』角田豊共編、法律文化社、1974
- 『婦人の生涯と社会保障』坂寄俊雄共編、法律文化社、1977、現代の生活と社会保障選書
- 『地域のくらしと社会保障』真田是共編、法律文化社、1978、選書現代の生活と社会保障
- 『貧困・生活不安と社会保障』真田是共編、法律文化社、1979、選書現代の生活と社会保障
- 『生活・社会保障と自治体』坂寄俊雄共編、法律文化社、1980、選書現代の生活と社会保障
- 『老後保障システム論 総合化の視点』編、世界思想社、1986
- 『老後保障を学ぶ人のために』浅野仁共編、世界思想社、1998
- 『EU世界を読む』有沢僚悦、吉野文雄共編、世界思想社、2001